# کروئلا (فیلم)
کروئلا (انگلیسی: Cruella) یک فیلم کمدی جنایی آمریکایی محصول سال ۲۰۲۱، بر پایهٔ شخصیت کروئلا دویل از رمان صد و یک سگ خالدار نوشتهٔ دودی اسمیت، چاپ ۱۹۵۶ است. این فیلم توسط کریگ گیلسپی کارگردانی شده و با فیلم‌نامه‌ای از داینا فاکس و تونی مک‌نامارا با داستانی از آلین بروچ مک‌کنا، کلی مارسل و استیو زسیس ساخته شده است. این سومین اقتباس لایو اکشن از فرنچایز ۱۰۱ سگ خالدار و همچنین بازراه‌اندازی این داستان است. در این فیلم اما استون نقش شخصیت کروئلا را بازی می‌کند و اما تامپسون، جوئل فرای، پاول والتر هوزر، امیلی بیچام، کربی هوول باپتست و مارک استرانگ در نقش‌های مکمل به ایفای نقش می‌پردازد. داستان فیلم طی جنبش پانک راک دههٔ ۱۹۷۰ جریان دارد، و حول محور استلا میلر، یک طراح مد مشتاق است، که راهی را پیدا می‌کند و به طراح مد مشهور به نام کروئلا د ویل تبدیل می‌شود.
والت دیزنی پیکچرز از توسعه فیلم در سال ۲۰۱۳ با تهیه کنندگی اندرو گان خبر داد. استون در سال ۲۰۱۶ برای نقش اصلی انتخاب شد و همچنین به‌عنوان تهیه‌کنندهٔ اجرایی فیلم در کنار گلن کلوز، که کروئلا را در اقتباس‌های لایو اکشن پیشین، ۱۰۱ سگ خالدار (۱۹۹۶) و ۱۰۲ سگ خالدار (۲۰۰۰) به تصویر کشید، فعالیت کرد. تصویربرداری اصلی از اوت تا نوامبر ۲۰۱۹ در انگلستان صورت گرفت.
کروئلا در ۱۸ مهٔ ۲۰۲۱ در لس آنجلس (اولین رویداد مهم فرش قرمز از زمان دنیاگیری کووید-۱۹) به نمایش درآمد و در ۲۸ مه در ایالات متحده به صورت سینمایی و به‌طور همزمان در دیزنی پلاس منتشر شد. این فیلم نقدهای عموماً مثبتی از سوی منتقدان دریافت کرد و بیش از ۲۳۰ میلیون دلار در سراسر جهان فروش داشت. در نود و چهارمین دوره جوایز اسکار، کروئلا نامزد دو جایزه شامل بهترین چهره‌پردازی و آرایش مو شد و جایزهٔ بهترین طراحی لباس را کسب کرد. دنباله‌ای در دست توسعه است و استون بار دیگر نقش خود را بازی می‌کند.

## داستان
در سال ۱۹۶۴ انگلستان، استلا کودکی خلاق و با استعداد در مد است، اما به دلیل موهای سیاه و سفید خود طرد شده و یک رگه پلید ایجاد می‌کند. مادرش، کاترین، از نام «کروئلا» برای رگه‌های شیطانی‌اش استفاده می‌کند و تلاش می‌کند او را تشویق کند که بهتر باشد. پس از اینکه استلا مدام در مدرسه با مشکل مواجه می‌شود، کاترین تصمیم می‌گیرد آنها را به لندن منتقل کند و در یک مهمانی در هلمن هال، عمارتی در ساحل سافک توقف کند تا از میزبان درخواست پول کند. استلا با ورود به داخل، گردنبند مادرش را در حالی که توسط سگ دالماسی میزبان تعقیب می‌شود، گم می‌کند، که کاترین را از بالکن کنار صخره بیرون می‌کشد تا جانش را بگیرد. استلا که یتیم شده است به لندن فرار می‌کند و با بچه شیطان‌های خیابانی یاسپر و هوراس دوست می‌شود.
این سه به دوستان خوبی تبدیل می‌شوند. استلا با جاسپر و هوراس دزدی را تمرین می‌کند و با طراحی لباس‌های مبدل آن‌ها، در کنار سگ‌هایشان، بادی و وینک، مهارت‌های مد خود را تقویت می‌کند. جاسپر برای تولدش در سال ۱۹۷۷ برای او شغلی در فروشگاه بزرگ لیبرتی پیدا می‌کند، اما استلا را سرایدار می‌کنند و از فرصت استفاده از استعدادهایش محروم می‌شوند. او در حالت مستی نمایش پنجره را تغییر می‌دهد و بارونس را تحت تأثیر قرار می‌دهد—یک طراح مشهور اما مقتدر پوشش‌های تند که به او شغلی مطلوب در خانه مدش پیشنهاد می‌دهد. استلا اعتماد به نفس بارونس را به دست می‌آورد اما متوجه می‌شود که او گردنبند کاترین را به گردن دارد، گردنبند که بارونس ادعا می‌کند یک میراث خانوادگی است که زمانی یک کارمند آن را دزدیده است. استلا از جاسپر و هوراس می‌خواهد تا در جریان توپ سیاه و سفید بارونس به بازیابی آن کمک کنند، زیرا مشکوک است که بارونس دروغ می‌گوید.
استلا برای پنهان کردن هویت خود، یک آلتر ایگو به نام «کرولا د ویل» ایجاد می‌کند، به جای پوشیدن کلاه گیس معمولی و پوشیدن یکی از طرح‌های قدیمی بارونس از یک فروشگاه لباس قدیمی متعلق به آرتی پر زرق و برق وقتی جاسپر و هوراس به طاق بارونس نفوذ می‌کنند، کرولا توجهات را می‌دزدد، اما آنها متوجه می‌شوند که بارونس از قبل گردنبند را بر سر دارد. جاسپر بداهه می‌گوید و موش‌ها را در مهمانی رها می‌کند و به استلا اجازه می‌دهد گردنبند را بکشد. بارونس با سوت سگ دالماتیان خود را احضار می‌کند و استلا متوجه می‌شود که بارونس باعث مرگ کاترین شده است. در هرج و مرج متعاقب، یک دالماسی گردنبند را می‌بلعد. به دنبال انتقام، استلا به جاسپر و هوراس دستور می‌دهد که دالماتی‌ها را ربوده و گردنبند را پس می‌گیرد. کروئلا بارونس را در رویدادهای مختلف با مدهای عجیب و غریب بالا می‌برد و از طریق آنیتا دارلینگ، ستون نویس جامعه، دوست دوران کودکی استلا که موافقت کرده است به نوشتن مقاله دربارهٔ او ادامه دهد، شهرت پیدا می‌کند. بارونس خشمگین، وکیلش راجر دیرلی را اخراج می‌کند، در حالی که رفتار متکبرانه کرولا باعث ناراحتی یاسپر می‌شود.
استلا لباسی با مهره‌های استادانه طراحی و می‌دوزد و پیله‌های شب‌پره را مخفیانه به‌عنوان مهره درمی‌آورد، به‌عنوان مهره‌ای برای مجموعه بهاری بارونس. شب نمایش بهار، بارونس طاق را باز می‌کند تا متوجه شود که این مجموعه توسط پروانه‌ها نابود شده است. پس از دیدن این، بارونس متوجه می‌شود که استلا و کرولا در واقع یک نفر هستند. کرولا پس از ویران کردن نمایش بارونس، نمایش مد موسیقی راک خود را در خارج از ریجنتز پارک اجرا می‌کند، و یک کت خز مصنوعی به تن دارد تا بارونس را فریب دهد که فکر کند سگ‌هایش را کشته است. استلا در بازگشت به خانه با بارونس و مردانش روبرو می‌شود که جاسپر و هوراس را اسیر کرده‌اند. بارونس با آتش زدن ساختمان، استلا را ترک می‌کند تا بمیرد و جاسپر و هوراس را به خاطر قتل او به زندان می‌اندازند. استلا توسط جان، پیشخدمت بارونس نجات می‌یابد، که فاش می‌کند که گردنبند جعبه‌ای را باز می‌کند که حاوی سوابق تولد استلا است: بارونس مادر بیولوژیکی اوست. او به جان دستور داده بود که استلای شیرخوار را بکشد تا روی حرفه‌اش تمرکز کند و ارث شوهرش را حفظ کند و به بارون (همسرش) گفت که بچه مرده است. بارون دلشکسته به زودی پس از آن درگذشت. در عوض جان، نوزاد را به کاترین، یکی از خدمتکاران بارونس داد که استلا را مخفیانه بزرگ کرد.
کرولا یاسپر و هوراس را از زندان بیرون می‌کند و حقیقت را فاش می‌کند و آنها، آرتی و جان را برای طرح نهایی خود به خدمت می‌گیرد. گروه پنج نفری مخفیانه وارد جشن خیریه بارونس می‌شوند و ترتیبی داده‌اند که همه مهمانان لباس کرولا بپوشند. در بالکن، استلا با مادرش روبرو می‌شود، که قبل از هل دادن او به بالای صخره، وانمود می‌کند که در آغوش گرفته است و مهمانانش ناخواسته شاهد آن هستند. استلا مخفیانه با یک چتر نجات جان سالم به در می‌برد و اکنون از نظر قانونی مرده، شخصیت کرولا خود را برای همیشه قبول می‌کند. بارونس با سوگند انتقام گرفتن از کرولا دستگیر می‌شود. استلا قبل از «مردن» ارث خود را به کرولا وصیت کرد، از جمله خانه ای که از هلمن هال به «تالار جهنم» تغییر نام داد و در پایان فیلم با همدستانش نقل مکان کرد.

## بازیگران
- اما استون در نقش استلا میلر/کروئلا دِ ویل: یک جیب‌بر جاه‌طلب و مشتاق طراح مد که به یک جنایتکار بدنام مشهور و خطرناک تبدیل خواهد شد.[۱۳][۱۴]
  - بیلی گادسدون در نقش استلا ۵ ساله
  - تیپر سیفرت-کلیولند در نقش استلا ۱۲ ساله[۱۵]
- اما تامپسون در نقش بارونس فون هلمن: رئیس خودشیفته یک خانه معتبر مد لندن و یک طراح مشهور که رئیس جدید استلا و رقیب نهایی آن است. او نقشی اساسی در تحول استلا بازی می‌کند.
- جوئل فرای در نقش جاسپر بادون: سارقی که پس از مرگ مادر خوانده اش با استلا بزرگ شد.
- پاول والتر هوزر در نقش هوراس بادون: سارقی که پس از مرگ مادر خوانده اش با استلا بزرگ شد و برادر جسپر
- امیلی بیچام در نقش آنیتا
- مارک استرانگ در نقش بوریس
- کربی هوول باپتست در نقش تابیتا
- جرمی دمتریو در نقش جرالد
- استیو اِج